# Hugh Childers
Hugh Culling Eardley Childers (ur. 25 czerwca 1827 w Londynie, zm. 29 stycznia 1896) – brytyjski polityk, członek Partii Liberalnej, minister w rządach Williama Ewarta Gladstone’a.
Kształcił się zarówno w Trinity College na Uniwersytecie Oksfordzkim, jak i w Trinity College na Uniwersytecie Cambridge. Tę ostatnią uczelnię ukończył w 1850 r. Następnie wyjechał do australijskiego kolonii Wiktoria, gdzie został inspektorem ds. szkół i emigracji. W 1852 r. złożył projekt ustawy powołującej do życia drugi uniwersytet w kolonii – Uniwersytet Melbourne. Childers został jego pierwszym wicekanclerzem. Pozostał na tym stanowisku do marca 1857 r., kiedy to powrócił do Wielkiej Brytanii.
W 1860 r. został wybrany do Izby Gmin jako reprezentant okręgu Pontefract. W 1864 r. został cywilnym lordem Admiralicji. W latach 1865–1866 był finansowym sekretarzem skarbu. W 1868 r. otrzymał stanowisko pierwszego lorda Admiralicji. Na tym stanowisku zyskał opinię człowieka ciężko pracującego, ale autokratycznego i nienadającego się do tej funkcji. Dążył do redukcji kosztów utrzymania floty oraz zmniejszenia jej personelu. Ograniczył znaczenie Rady Admiralicji.
Działaniom Childersa opinia publiczna przypisała winę za zatonięcie HMS Captain, który zatonął we wrześniu 1870 r. z powodu wad konstrukcyjnych. Childers próbował się bronić i obciążał winą trzeciego lorda i kontrolera floty, sir Roberta Robinsona. Ostatecznie jednak w marcu 1871 r. podał się do dymisji z powodu złego stanu zdrowia.
Po rezygnacji wyjechał na kontynent europejski, ale powrócił po kilku miesiącach i w 1872 r. został Kanclerzem Księstwa Lancaster i Paymaster-General. Pozostał na tych stanowiskach do 1873 r. Po powrocie Partii Liberalnej do władzy w 1880 r. został ministrem wojny. Prowadził na tym stanowisku politykę cięć w wydatkach na utrzymanie armii, co wzbudzało liczne kontrowersje, jako że w tym czasie Wielka Brytania toczyła I wojnę burską, a w 1882 r. dokonała inwazji na Egipt. W 1881 r. przeprowadził reformę armii, zmieniając organizację pułków piechoty oraz ujednolicając umundurowanie.
W 1882 r. został kanclerzem skarbu. W 1885 r. przedstawił projekt budżetu, w którym znalazły się plany podniesienia podatku dochodowego i akcyzy od alkoholi. Projekt budżetu został odrzucony przez parlament w wyniku czego gabinet podał się do dymisji. W grudniowych wyborach 1885 r. Childers utracił miejsce w parlamencie. W styczniu 1886 r. powrócił jednak do Izby Gmin, wygrywając wybory uzupełniające w okręgu Edinburgh South.
Przez kilka miesięcy 1886 r. był ministrem spraw wewnętrznych w czasie, kiedy rząd Gladstone’a przedstawiał pierwszą Home Rule Bill. Na skutek nalegań Childersa, który groził rezygnacją, usunięto z projektu przepisy finansowe. Projekt ustawy został jednak odrzucony przez parlament i rząd podał się do dymisji.
Childers zasiadał w Izbie Gmin do 1892 r. Jego ostatnim publicznym stanowiskiem był funkcja przewodniczącego królewskiej komisji irlandzkich spraw finansowych. Zmarł w 1896 r.